# Geissorhiza inflexa
Geissorhiza inflexa là một loài thực vật có hoa trong họ Diên vĩ. Loài này được (D.Delaroche) Ker Gawl. miêu tả khoa học đầu tiên năm 1804.